# Pietro Calà Ulloa
Pietro Calà Ulloa (Napoli, 15 febbraio 1801 – Napoli, 21 maggio 1879) è stato un magistrato, politico e saggista italiano.
Ulloa è considerato uno dei padri dell'idea confederativa meridionalistica: furono infatti particolarmente apprezzate le sue argomentazioni in materia, secondo alcuni di origine neoguelfa (tesi peraltro dimenticate per oltre un secolo e solo recentemente riscoperte), su una possibile unione confederativa della penisola italiana, alternativa alla unità d'Italia.

## Biografia
Nacque a Napoli (secondo altri a Lauria) nel 1801, dal duca di Lauria Francesco e da Elena O'Raredon, nobildonna irlandese. Era il primo di tre fratelli fedelissimi alla dinastia borbonica (gli altri due furono Girolamo e Antonio). 
Frequentò il Real Collegio Militare della Nunziatella, ma si dedicò solo per brevissimo tempo alla carriera militare. Successivamente si dedicò allo studio, con una imponente produzione di saggi di argomento storico e letterario. Dopo aver svolto le funzioni di avvocato, nel 1836 fu assunto alla Corte suprema di Napoli. 
Esercitò dapprima le mansioni di magistrato in Sicilia e di Procuratore del Re a Trapani, ove nei suoi rapporti descrisse il fenomeno della mafia in Italia. Di tendenza costituzionalista, fu tra coloro che parteciparono al progetto di dettato costituzionale, tardivamente approvato da Francesco II. 
Fedele ai Borbone, Pietro Ulloa fu l'ultimo primo ministro napoletano di Francesco II, carica che gli venne conferita da Francesco II in extremis, quando cioè ormai aveva lasciato Napoli. Durante l'assedio di Gaeta fu altresì responsabile dei dicasteri dei Lavori Pubblici, Istruzione pubblica, Affari ecclesiastici, Grazia e Giustizia, Interno e Polizia. Ricoprì l'incarico di primo ministro Ministro anche nel governo in esilio a Roma. 

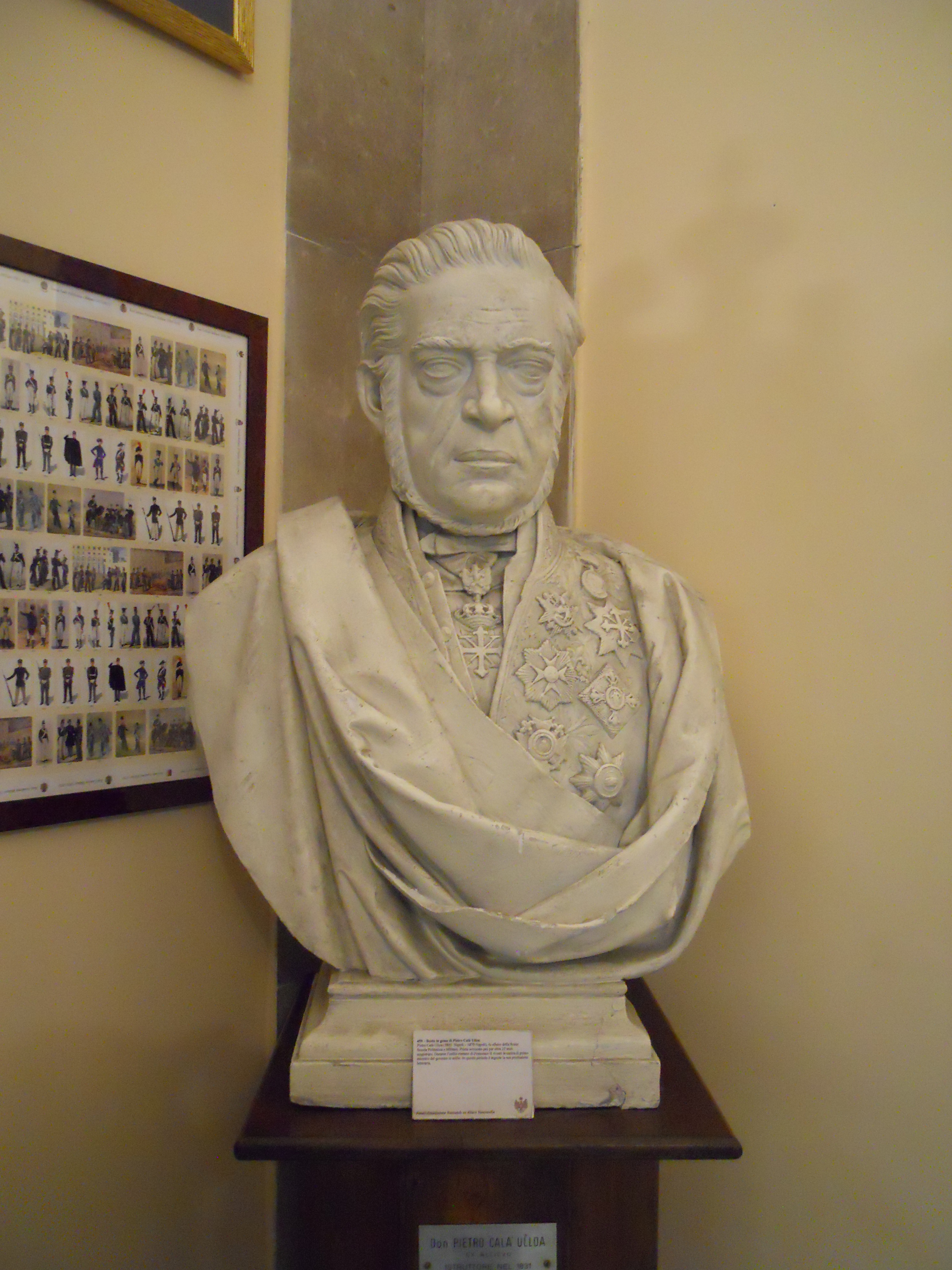
Busto marmoreo di Pietro Calà Ulloa

Ritornato a Napoli nel 1870, vi rimase sino alla morte; si dedicò agli studi storici, tra i quali i più noti sono Intorno alla storia del reame di Napoli di Pietro Colletta (1877) e l'opera in gran parte ancora inedita Sulle rivoluzioni del regno di Napoli. Le sue numerose opere sono interessanti per la luce che gettano sull'ultimo periodo storico visto da parte borbonica.

## Opere
- Stato degli studj geografici e delle scoperte fatte nell'ultima decade: discorso di Pietro C. Ulloa pronunziato a'5 dicembre 1831. Napoli: Stamperia del Genio Tipografico, 1832
- Delle Biscaglie e della Navarra: breve descrizione fisico-statistica ed alcune considerazioni storiche / di Antonio e Pietro C. Ulloa. Napoli: tip. Fratelli Rusconi, 1835
- Dei reati e della civiltà: discorso di Pietro C. Ulloa. Napoli: Dalla tip. Flautina, 1835
- Dell'esposizione de' reati in Inghilterra ed in Francia e del quadro statistico dell'amministrazione della giustizia penale nel regno di Napoli: discorso. Napoli: Dalla tip. Flautina, 1835
- Elogio di Paolo D'Ambrosio già ministro delle Due Sicilie in Danimarca e Svezia.... Napoli: Presso Giacomo Testa, 1835
- Dell'amministrazione della giustizia criminale nel regno di Napoli: esame e paragone con diversi altri stati d'Europa. Napoli: Tip. G. Testa, 1835
- Del marito parricida: discorso di Pietro C. Ulloa. Napoli: Tip. di G. Testa, 1836
- Elogio di Luigi Maria Galanti. Napoli: Tip. Flautina, 1836
- Delle vicissitudini e de' progressi del dritto penale in Italia: dal risorgimento delle lettere sin oggi. Napoli: Dalla tip. Flautina, 1837
- Degli uffizj del magistrato e dell'amministrazione della giustizia penale nella provincia di Trapani: discorso letto nell'udienza de' 2 gennajo 1839, da Pietro C. Ulloa procuratore generale del re presso la G. C. criminale della stessa provincia. Trapani: per G. Modica e comp., 1839
- Dell'uso di talune dottrine ne' giudizj penali e dell'amministrazione della giustizia nella provincia di Trapani: discorso letto nell'udienza de' 2 gennajo 1840 / da Pietro C. Ulloa procuratore generale del re presso la G. C. criminale della stessa provincia. Trapani: per G. Modica e comp., 1840
- Della necessità delle conoscenze economiche negli studi legislativi, e della utilità delle statistiche ne' giudizi penali: discorso letto nell'udienza de'2. gennaio 1841. Napoli, 1841
- De' giudizj ne' progressi della scienza penale e ne' miglioramenti delle opinioni e della amministrazione della giustizia nella provincia di Trapani: discorso letto nell'udienza de' 3. gennaio 1842. Trapani: G. Modica & c., 1842
- Delle vicissitudini e de' progressi del diritto penale in Italia : dal risorgimento delle lettere sin oggi. Palermo: tip. di Francesco Lao, 1842
- Discorsi intorno a leggi dottrine statistiche e giudizi penali. Napoli: G. Rusconi, 1849
- De' fatti dell'ultima rivoluzione derivati da' giudizj politici del Reame di Napoli: libri due. Napoli: stamperia reale, 1854
- Dell'influenza del cristianesimo sul diritto penale dei Romani. Palermo: Tip. Dell'Armonia, 1855
- Elogio del cav. Michele Agresti procuratore generale presso la Suprema corte di giustizia pronunziato dal consigliere Pietro C. Ulloa nelle esequie ..... Napoli: stamp. del Fibreno, 1855
- Di Nicola Nicolini delle sue opere e dottrine in ragion penale. Napoli: Nella Tip. di Gaetano Rusconi, 1857
- Pensées et souvenirs sur la littérature contemporaine du royame de Naples. Geneve: Joel Cherbuliez Libraire, 1858-1859
- Rivoluzione del reame di Napoli. Napoli: stamperia Reale, 1860
- Delle presenti condizioni del reame delle Due Sicilie. Roma, 1862
- Etat actuel du royaume des Deux-Siciles. Paris: Dentu, 1862
- Lettres napolitaines. Rome: Typ. de la Civiltà Cattolica, 1863 (Lettere napolitane del marchese Pietro C. Ulloa, tradotte dal francese pel cav. Teodoro Salzillo). Roma: A. Placidi, 1864
- L' union et non pas l'unité de l'Italie. Italie, 1867 (L' unione e non l'unità d'Italia. Roma: Tip. dei fratelli Monaldi, 1867)
- L' abdicazione, la divisione e la federazione d'Italia  ; prima versione italiana. Italia: ?s.n.?, 1868
- Les previsions de Gaete et les promesses d'Ancone. Italie (Le previsioni di Gaeta e le promesse di Ancona  ; prima versione dal francese di Salvatore Raucci. Roma: Tip. de' F.lli Monaldi, 1869)
- Lettres d'un ministre emigré: suite aux lettres napolitaines. Marseille: Typ. Marius Olive, 1870
- Della sollevazione delle Calabrie contro a' francesi. Roma: Morini, 1871
- La duchessa di Biccari e di Airola o Napoli due secoli indietro duca di Lauria. Palermo: Pensante, 1872
- Di Bernardo Tanucci e dei suoi tempi. Napoli: stab. tip. Pansini, 1875
- Di Carlo Filangieri nella storia de' nostri tempi. Napoli: Tip. dei fratelli Tornese, 1876
- Intorno alla Storia del Reame di Napoli di Pietro Colletta, annotamenti di Pietro Cala Ulloa. Napoli: L. De Bonis, 1877
- Di Angelo D'Ambrosio, tenente generale nei reali eserciti. Napoli: stabilimento tipografico fratelli Tornese, 1878
- Il Regno di Ferdinando; a cura di Giuseppe F. de Tiberiis. Napoli: Edizioni Scientifiche Italiane, stampa 1967
- Un re in esilio: la corte di Francesco II a Roma dal 1861 al 1870 / Pietro C. Ulloa; memorie e diario inediti pubblicati con introduzione e note di Gino Doria. Bari: Laterza, 1928
- Marie Caroline d'Autriche et la conquete du Royaume de Naples en 1806. Paris; Tournai: Regis Ruffet et C.ie, 1872 (Maria Carolina e la conquista del Regno di Napoli; traduzione di Ulrico Pannuti; saggio introduttivo di Antonio Rosada). Napoli: Berisio, 1968
- Unione, non unità d'Italia / Pietro Cala Ulloa; prefazione di Corrado Augias; postfazione di Carmelo Pasimeni. Lecce: Argo, 1998